# Любашевский сельсовет
Любашевский сельсовет (бел. Любашаўскі сельсавет; до 1954 года Ганцевичский сельсовет) — административная единица на территории Ганцевичского района Брестской области Белоруссии. Административный центр — деревня Любашево (до 1954 года — Ганцевичи).

## История
Создан 12 октября 1940 года как Ганцевичский сельсовет в составе Ганцевичского района Пинской области с центром в деревне Ганцевичи. С 8 января 1954 года — в Брестской области. 16 июля 1954 года переименован в Любашевский. С 25 декабря 1962 года по 30 июля 1966 года в составе Ляховичского района.

## Состав
В состав сельсовета входят 5 населённых пунктов:
| Населённый пункт | Статус  | Площадь, км² | Население | Население | +/–   | СОАТО         | Координаты                      |
| Населённый пункт | Статус  | Площадь, км² | 2009      | 2019      | +/–   | СОАТО         | Координаты                      |
| ---------------- | ------- | ------------ | --------- | --------- | ----- | ------------- | ------------------------------- |
| Борки            | деревня | 2,2845       | 237       | 128       | ▼ 109 | 1 216 812 006 | 52°44′13″ с. ш. 26°20′44″ в. д. |
| Га́нцевичи        | деревня | 3,0486       | 919       | 769       | ▼ 150 | 1 216 812 011 | 52°44′11″ с. ш. 26°27′15″ в. д. |
| Ельня            | деревня | 0,5392       | 158       | 116       | ▼ 42  | 1 216 812 016 | 52°45′49″ с. ш. 26°24′05″ в. д. |
| Любашево         | деревня | 2,5584       | 1042      | 864       | ▼ 178 | 1 216 812 021 | 52°46′46″ с. ш. 26°25′26″ в. д. |
| Сукач            | деревня | 0,5317       | 62        | 29        | ▼ 33  | 1 216 812 026 | 52°47′29″ с. ш. 26°22′42″ в. д. |
| ВСЕГО            | ВСЕГО   | ВСЕГО        | 2418      | 1906      | ▼ 512 |               |                                 |

Источник: 

## Культура
- Музей крестьянского двора в деревне Га́нцевичи.